# Губачек, Карел

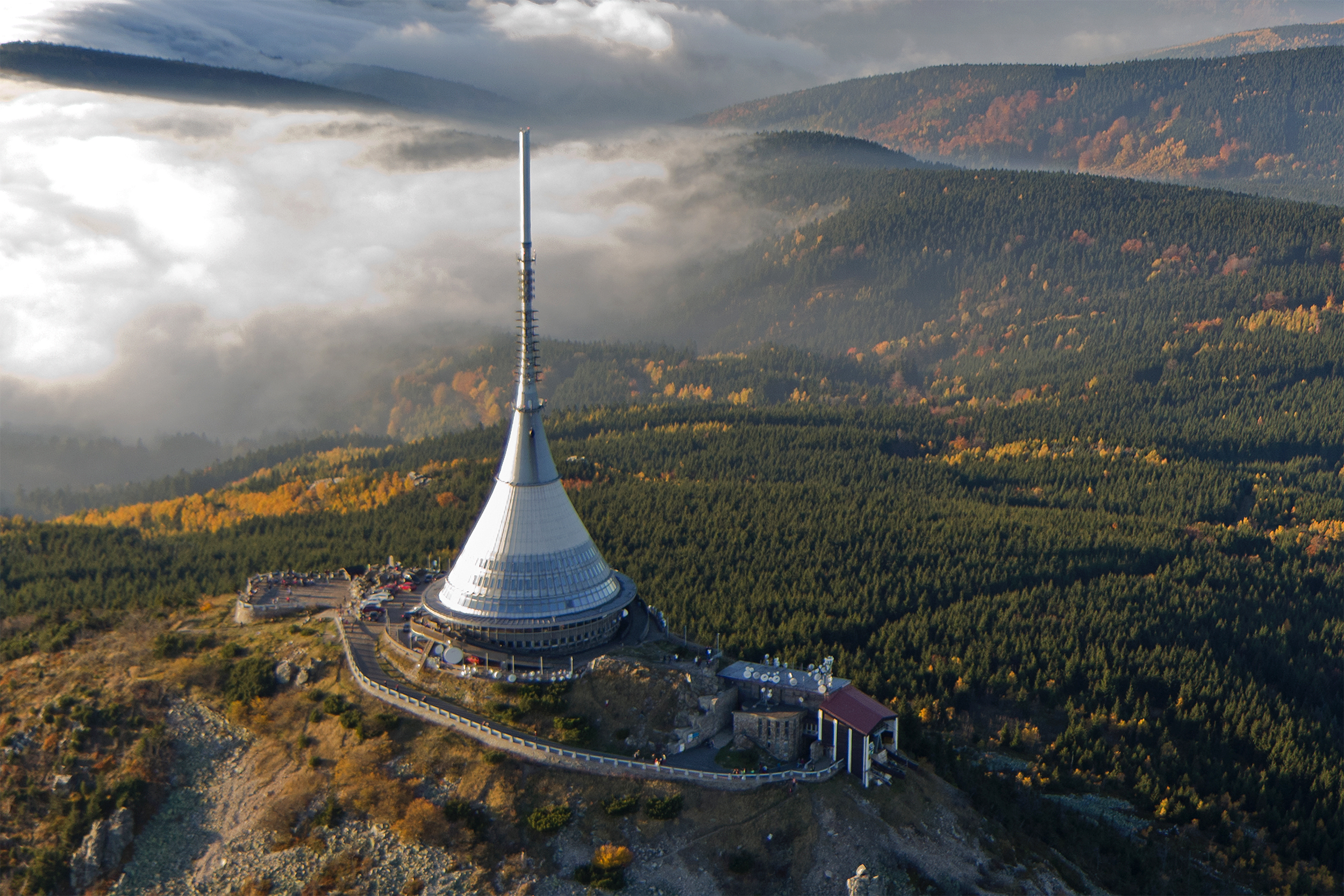
Телебашня Ештед, спроектированная Губачеком

Карел Губачек (чеш. Karel Hubáček; 23 февраля 1924 — 25 ноября 2011) — чешский архитектор. Создатель башни Ештед и гостиницы на верхушке горы Ештед города Либерец.
Самая известная работа Губачека — башня Ештед, которую строили между 1966 и 1973 годами. В 1969 году башня Ештед была награждена Премией Перре Международным союзом архитекторов. В 2000 году чешские архитекторы признали башню Губачека самым успешным архитектурным творением в стране в XX веке.
Кроме башни Ештед, Губачек является создателем зданий во всей Чешской республике. Признан четвертым по влиянию чешским архитектором в истории, единственным попавший в первую десятку при жизни.
Умер 25 ноября 2011 года в возрасте 87 лет в Чехии.